# 140 дни под света
140 дни под света (на английски: 140 Days Under the World) е късометражен документален филм за Антарктида от 1964 година. Той е номиниран за Оскар, за най-добър документален късометражен филм.